# Matthew Shipp/Diskografie

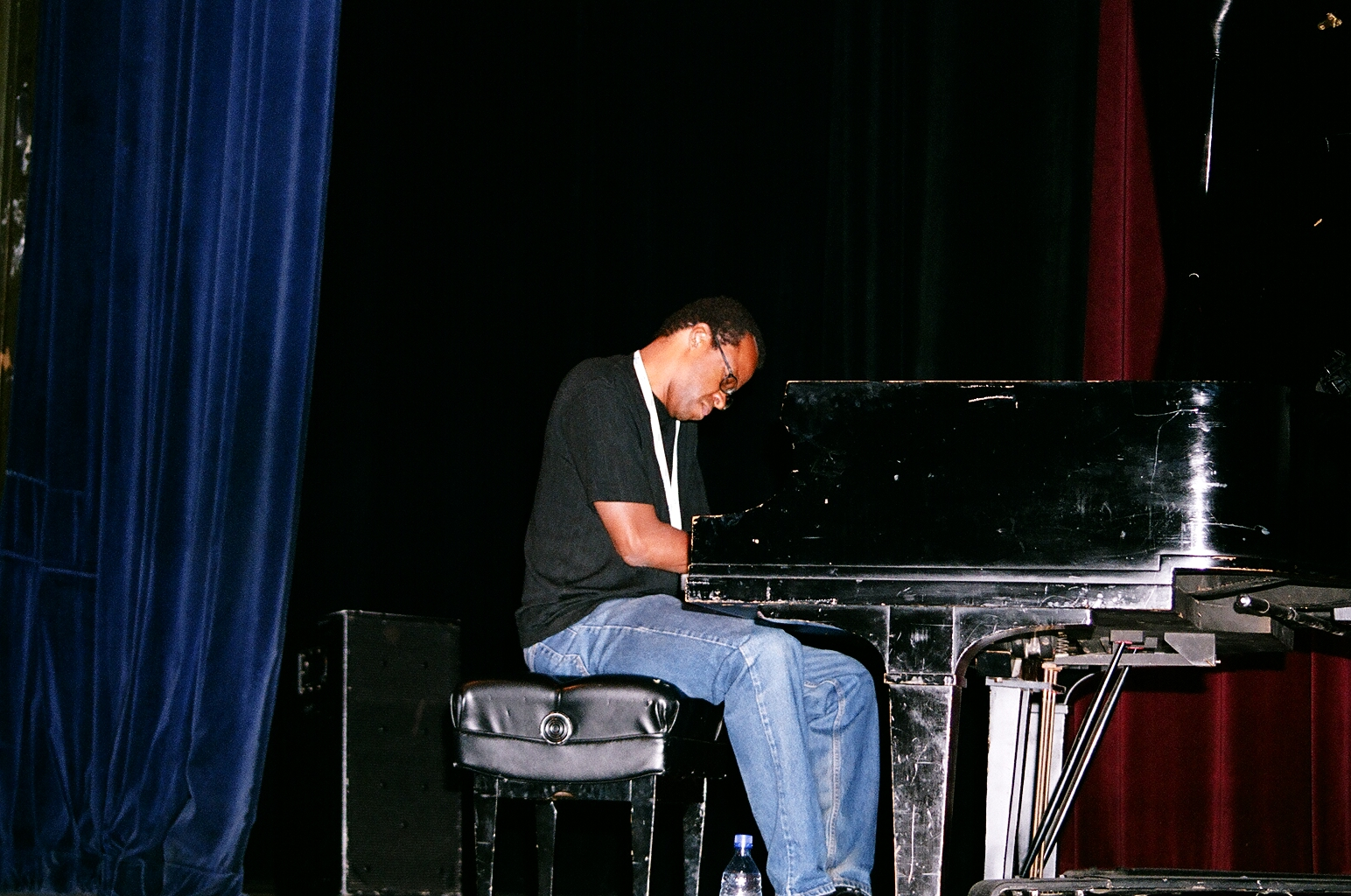
Shipp bei einem Konzert (2005)

Diese Diskografie ist eine Übersicht über die veröffentlichten Tonträger des 1960 geborenen Jazzmusikers Matthew Shipp. Sie umfasst seine Alben unter eigenem Namen als Solist bzw. in Duo-, Trio- und Quartettbesetzung (Abschnitt 1), seine Mitwirkung bei kollaborativen Bandprojekten (Abschnitt 2), seine Mitwirkungen als (Gast)solist bei weiteren Produktionen (Abschnitt 3) und seine Aufnahmen auf Kompilationen (Abschnitt 4). Nach Angaben des Diskografen Tom Lord war er zwischen 1987 und 2022 an 210 Aufnahmesessions beteiligt.

## Alben unter eigenem Namen
Dieser Abschnitt listet die von Matthew Shipp veröffentlichten LPs und CDs chronologisch nach Aufnahmejahr.
| Album                                          | Musiklabel              | Aufnahme | VÖ    | Anmerkungen |
| ---------------------------------------------- | ----------------------- | -------- | ----- | --- |
| Sonic Explorations                             | Cadence Jazz            | 1987     | 1988  | Matthew Shipp & Rob Brown                                                                                          |
| Points                                         | Silkheart               | 1990     | 1990  | Matthew Shipp Quartet, mit Rob Brown, William Parker, Whit Dickey                                                  |
| Circular Temple                                | Infinite Zero           | 1990     | 1992  | Matthew Shipp Trio mit William Parker und Whit Dickey                                                              |
| Prism                                          | Brinkman                | 1993     | 1993  | Mathew Shipp Trio, mit William Parker und Whit Dickey                                                              |
| Zo                                             | 2 13 61 Records         | 1994     | 1994  | Matthew Shipp Duo mit William Parker                                                                               |
| Critical Mass                                  | 2.13.61 / Thirsty Ear   | 1994     | 1994  | Matthew Shipp Quartet, Matthew Shipp (p) Mat Maneri (vln) William Parker (b) Whit Dicke                            |
| Before the World                               | FMP                     | 1995     | 1995  | Matthew Shipp (p), Live, Akademie der Künste, Berlin                                                               |
| Spinal Syntax 1 & 2                            | Halana                  | 1995     | 1996? | Matthew Shipp (p) solo                                                                                             |
| Symbol Systems                                 | No More                 | 1995     | 1995  | Matthew Shipp (p) solo                                                                                             |
| 2-Z                                            | 2 13 61 Records         | 1995     | 1995  | Matthew Shipp Duo mit Roscoe Mitchell                                                                              |
| The Flow of X                                  | 2 13 61 Records         | 1996     | 1997  | Matthew Shipp Quartet mit Mat Maneri, William Parker, Whit Dickey                                                  |
| By the Law of Music                            | hatART                  | 1996     | 1997  | Matthew Shipp String Trio mit Mat Maneri, William Parker                                                           |
| The Multiplication Table                       | hatology                | 1997     | 1998  | Matthew Shipp Trio: Matthew Shipp (p) William Parker (b) Susie Ibarra                                              |
| Thesis                                         | hatology                | 1997     | 1997  | Matthew Shipp Duo mit Joe Morris                                                                                   |
| Strata                                         | hatology                | 1997     | 1998  | Matthew Shipp Horn Quartet, mit Roy Campbell, Daniel Carter, William Parker                                        |
| Gravitational Systems                          | hatology                | 1998     | 2000  | Matthew Shipp Duo mit Mat Maneri                                                                                   |
| DNA                                            | Thirsty Ear             | 1999     | 2000  | Matthew Shipp / William Parker                                                                                     |
| Magnetism                                      | Beau Regard             | 1999     | 2000  | Rob Brown (as,fl) Matthew Shipp (p) William Parker Wiederveröffentlicht auf Magnetism(s)                           |
| Expansion, Power, Release                      | hatology                | 1999     | 2001  | Matthew Shipp mit Mat Maneri & William Parker                                                                      |
| Pastoral Composure                             | Thirsty Ear             | 2000     | 2001  | mit Roy Campbell, William Parker, Gerald Cleaver                                                                   |
| New Orbit                                      | Thirsty Ear             | 2000     | 2001  | mit Wadada Leo Smith, William Parker, Gerald Cleaver                                                               |
| Nu Bop                                         | Thirsty Ear             | 2001     | 2002  | mit Daniel Carter,FLAM (synt,programming), William Parker, Guillermo E. Brown                                      |
| Songs                                          | Splasc(h)               | 2001     | 2002  | Matthew Shipp (p) solo                                                                                             |
| Equilibrium                                    | Thirsty Ear             | 2002     | 2003  | mit Khan Jamal, William Parker, Gerald Cleaver, FLAM (synthesizer, programming)                                    |
| Sorcerer Sessions                              | Thirsty Ear             | 2003     | 2003  | The Blue Series Continuum, mit Evan Ziporyn, Daniel Bernard Roumain, William Parker, Gerald Cleaver                |
| The Trio Plays Ware                            | Splasc(h)               | 2003     | 2004  | Matthew Shipp / William Parker / Guillermo Brown                                                                   |
| Harmony and Abyss                              | Thirsty Ear             | 2004     | 2005  | Matthew Shipp, William Parker, Gerald Cleaver                                                                      |
| Telephone Popcorn                              | Nu Bop                  | 2005     | 2008  | Matthew Shipp & Guillermo E. Brown                                                                                 |
| One                                            | Thirsty Ear             | 2005     | 2006  | solo |
| Right Hemisphere                               | RogueArt                | 2006     | 2008  | mit Rob Bown, Joe Morris, Whit Dickey                                                                              |
| Un Piano                                       | RogueArt                | 2006     | 2008  | Matthew Shipp (p) solo                                                                                             |
| Piano Vortex                                   | Thirsty Ear             | 2007     | 2007  | [ 31 ] |
| Harmonic Disorder                              | Thirsty Ear             | 2008     | 2009  | Matthew Shipp Trio, mit Joe Morris, Whit Dickey                                                                    |
| Cosmic Suite                                   | Not Two                 | 2008     | 2013  | [ 33 ] |
| Creation out of Nothing: Live in Moscow        | SoLyd                   | 2009     | 2010  | Matthew Shipp solo, Live DOM Cultural Center, Moskau                                                               |
| SaMa: Live in Moscow                           | SoLyd                   | 2009     | 2011  | mit Sabir Mateen                                                                                                   |
| 4D                                             | Thirsty Ear             | 2009     | 2010  | [ 36 ] |
| Art of the Improviser                          | Thirsty Ear             | 2010     | 2011  | solo bzw. Trio mit Michael Bisio, Whit Dickey                                                                      |
| Elastic Aspects                                | Thirsty Ear             | 2011     | 2012  | mit Michael Bisio und Whit Dickey                                                                                  |
| Knives from Heaven                             | Thirsty Ear             | 2011     | 2011  | mit William Parker (Bass), Beans, Hprizm (Gesang)                                                                  |
| Broken Partials                                | Not Two                 | 2010     | 2013  | mit Joe Morris |
| Piano Sutras                                   | Thirsty Ear             | 2013     | 2013  | Matthew Shipp (p) solo                                                                                             |
| Our Lady of the Flowers                        | RogueArt                | 2013     | 2015  | Matthew Shipp Quartet / Declared Enemy, mit Sabir Mateen, William Parker, Gerald Cleaver                           |
| Root of Things                                 | Relative Pitch          | 2013     | 2014  | Matthew Shipp Trio, mit Michael Bisio und Whit Dickey                                                              |
| To Duke                                        | RogueArt                | 2014     | 2015  | mit Michael Bisio und Whit Dickey                                                                                  |
| The Gospel According to Matthew & Michael      | Relative Pitch          | 2014     | 2015  | Matthew Shipp Chamber Ensemble                                                                                     |
| I’ve Been to Many Places                       | Thirsty Ear             | 2014     | 2014  | solo |
| Matthew Shipp Plays the Music of Allen Lowe    | Constant Sorrow         | 2015     | 2015  | mit Chris Claxton, Allen Lowe, Eliot Cardinaux, Michael Gregory Jackson, Ryan Blotnik, Kevin Ray, Peter McLaughlin |
| The Conduct of Jazz                            | Thirsty Ear             | 2015     | 2016  | Matthew Shipp Trio mit Michael Bisio und Newman Taylor Baker                                                       |
| Sonic Fiction                                  | ESP-Disk                | 2015     | 2018  | Mat Walerian, Matthew Shipp, Michael Bisio, Whit Dickey                                                            |
| Not Bound                                      | For Tune                | 2016     | 2017  | Matthew Shipp Quartet mit Daniel Carter, Michael Bisio, Whit Dickey                                                |
| Piano Song                                     | Thirsty Ear             | 2016     | 2017  | Matthew Shipp Trio: Matthew Shipp (p) Michael Bisio (b) Newman Taylor Baker (d)                                    |
| Invisible Touch at Taktlos Zürich              | hatology                | 2016     | 2017  | solo |
| Ao Vivo Jazz na Fábrica                        | Selo SESC SP            | 2016     | 2018  | solo |
| Zero                                           | ESP-Disk                | 2017     | 2018  | solo |
| Conference of the Mat/ts                       | RogueArt                | 2017     | 2018  | mit Mat Maneri |
| All Things Are                                 | RogueArt                | 2018     | 2019  | Matthew Shipp Trio Invites Nicole Mitchell, mit Michael Bisio, Newman Taylor Baker                                 |
| Skin and Bones                                 | Not Two Records         | 2018     | 2019  | mit Mark Helias und Gordon Grdina                                                                                  |
| Signature                                      | ESP-Disk                | 2018     | 2019  | Matthew Shipp Trio mit Michael Bisio und Newman Taylor Baker                                                       |
| The Piano Equation                             | Tao Forms               | 2019     | 2020  | Matthew Shipp (p) solo                                                                                             |
| Symbolic Reality                               | RogueArt                | 2019     | 2019  | Matthew Shipp String Trio mit William Parker und Mat Maneri                                                        |
| What If?                                       | RogueArt                | 2019     | 2020  | Matthew Shipp / Nate Wooley                                                                                        |
| Then Now                                       | RogueArt                | 2019     | 2020  | Matthew Shipp / Rob Brown                                                                                          |
| The Unidentifiable                             | ESP-Disk                | 2019     | 2020  | Matthew Shipp Trio mit Michael Bisio & Newman Taylor Baker                                                         |
| The Reward: Solo Piano Suite in Four Movements | Rogue Art               | 2020     | 2020  | solo |
| Reels                                          | Burning Ambulance Music | 2019     | 2021  | Matthew Shipp / Whit Dickey                                                                                        |
| Re:Union                                       | Rogue Art               | 2019     | 2021  | William Parker und Matthew Shipp                                                                                   |
| Codebreaker                                    | TAO Forms               | 2021     | 2021  | solo |
| World Construct                                | ESP-Disk                | 2021     | 2022  | mit Michael Bisio und Newman Taylor Baker                                                                          |
| The Intrinsic Nature of Shipp                  | Mahakala Music          | 2022     | 2023  | solo |
| New Concepts in Jazz Piano Trio                | ESP-Disk                | 2023     | 2024  | mit Michael Bisio und Newman Taylor Baker                                                                          |
| The Data                                       | RogueArt                | 2024     | 2024  | solo |
| The Cosmic Piano                               | Cantalopp Music         | 2024     | 2025  | solo |

## Kollaborative Duo- & Bandprojekte
| Album                                                           | Musiker                                                                         | rec  | Musiklabel                 | Anmerkungen |
| --------------------------------------------------------------- | ------------------------------------------------------------------------------- | ---- | -------------------------- | --- |
| Bendito of Santa Cruz                                           | Ivo Perelman with Matthew Shipp                                                 | 1996 | Cadence Jazz               | |
| Cama de Terra                                                   | Ivo Perelman / Matthew Shipp / William Parker                                   | 1996 | Homestead                  | |
| Time Is of the Essence Is Beyond Time                           | Other Dimensions in Music w/ Matthew Shipp                                      | 1997 | AUM Fidelity               | mit Roy Campbell, Daniel Carter, William Parker, Rashid Bakr |
| Life Cycle                                                      | Nommonsemble                                                                    | 2000 | AUM Fidelity               | Rob Brown, Matthew Shipp, Mat Maneri, Whit Dickey |
| Masses                                                          | Spring Heel Jack                                                                | 2001 | Thirsty Ear                | Roy Campbell, Evan Parker, Tim Berne, Daniel Carter, Matthew Shipp, Ed Coxon, Mat Maneri, William Parker, George Trebar, Guillermo E. Brown, Ashley Wales, John Coxon             |
| The Seriousness of the Matter                                   | QPSM Unit                                                                       | 2001 | Quadraphonic Sound Module  | Frank "Ku-Umba" Lacy, Zane Massey, Matthew Shipp, Masuja, Radu Olahu Ben Judah, Rachid Rivers, Joy Chatel, Ras Tschaka Tonge                                                      |
| Apostolic Polyphony                                             | Andrew Barker, Matthew Shipp, Charles Waters                                    | 2001 | Drimala                    | mit Shannon Fields |
| Good and Evil Sessions                                          | The Blue Series Continuum                                                       | 2000 | Thirsty Ear                | Roy Campbell, Alex Lodico, Josh Roseman, Matthew Shipp, (org,synt), William Parker, GoodandEvil, Miso                                                                             |
| Chamber Trio                                                    | Mark O’Leary / Mat Maneri / Matthew Shipp                                       | 2002 | Leo                        | |
| Amassed                                                         | Spring Heel Jack                                                                | 2002 | Thirsty Ear                | Kenny Wheeler, Paul Rutherford, Evan Parker, Matthew Shipp (el-p), J Spaceman, (9alias Jason Pierce), Ed Coxon, John Edward, George Trebar, Han Bennink, John Coxon, Ashley Wales |
| Live                                                            | Spring Heel Jack                                                                | 2002 | Thirsty Ear                | Evan Parker, Matthew Shipp (el-p), J Spaceman, William Parker, Han Bennink, John Coxon, Ashley Wale                                                                               |
| The Fight of the Century: Anti-Pop Consortium vs. Matthew Shipp | Antipop Consortium / Matthew Shipp                                              | 2003 |                            | [ 56 ] |
| In Finland                                                      | Joe McPhee, Matthew Shipp, Dominic Duval                                        | 2004 | Cadence Jazz               | |
| Live in Sant’Anna Arresi, 2004                                  | David S. Ware & Matthew Shipp Duo                                               | 2004 | AUM Fidelity               | |
| Salute to 100001 Stars                                          | Declared Enemy                                                                  | 2005 | RogueArt                   | Sabir Mateen, Matthew Shipp, William Parker, Gerald Cleaver, Denis Lavant |
| Phenomena of Interference                                       | Steve Dalachinsky & Matthew Shipp                                               | 2005 | Hopscotch                  | [ 57 ] |
| Accelerated Projection                                          | Roscoe Mitchell / Matthew Shipp                                                 | 2005 | RogueArt                   | |
| Right Hemisphere                                                | Matthew Shipp, Rob Brown, Joe Morris & Whit Dickey                              | 2006 | RogueArt                   | |
| Salute to 100001 Stars – A Tribute to Jean Genet                | Declared Enemy                                                                  | 2006 | RogueArt                   | mit Sabir Mateen, William Parker, Gerald Cleaver, Denis Lavant |
| Abbey Road Duos                                                 | Evan Parker / Matthew Shipp                                                     | 2006 | Treader                    | |
| SpaceShipp                                                      | J Spaceman / Matthew Shipp                                                      | 2006 | Treader                    | |
| Night Logic                                                     | Marshall Allen, Matthew Shipp, Joe Morris                                       | 2009 | RogueArt                   | [ 58 ] |
| Cosmic Lieder: The Darkseid Recital                             | Darius Jones & Matthew Shipp                                                    | 2010 | AUM Fidelity               | [ 59 ] |
| Rex, Wrecks & XXX                                               | Evan Parker / Matthew Shipp                                                     | 2011 | RogueArt                   | [ 60 ] |
| The Gift                                                        | Ivo Perelman / Matthew Shipp / Michael Bisio                                    | 2011 | Leo                        | |
| The Foreign Legion                                              | Ivo Perelman, Matt Shipp, Gerald Cleaver                                        | 2011 | Leo                        | |
| The Art of the Duet, Vol. 1                                     | Ivo Perelman / Matthew Shipp                                                    | 2012 | Leo                        | [ 61 ] |
| Floating Ice                                                    | Michael Bisio / Matthew Shipp Duo                                               | 2012 | Relative Pitch             | |
| The Uppercut: Live at Okuden                                    | Matthew Shipp / Mat Walerian Duo                                                | 2012 | ESP-Disk                   | |
| The Clairvoyant                                                 | Ivo Perelman / Matthew Shipp / Whit Dickey                                      | 2012 | Leo                        | [ 62 ] |
| Jungle Live at Okuden                                           | Mat Walerian / Matthew Shipp / Hamid Drake                                      | 2012 | ESP-Disk                   | erschienen 2016 |
| A Violent Dose of Anything                                      | Ivo Perelman / Matthew Shipp / Mat Maneri                                       | 2013 | Leo                        | mit |
| Book of Sound                                                   | Ivo Perelman / Matthew Shipp / William Parker                                   | 2013 | Leo                        | |
| The Core Trio Live Featuring Matthew Shipp                      | The Core Trio                                                                   | 2014 | Evil Rabitt                | Seth Paynter, Matthew Shipp, Thomas Helton, Joe Hertenstein |
| The Other Edge                                                  | Ivo Perelman / Matthew Shipp / Michael Bisio / Whit Dickey                      | 2014 | Leo                        | [ 65 ] |
| Callas                                                          | Ivo Perelman / Matthew Shipp                                                    | 2015 | Leo                        | |
| Complementary Colors                                            | Ivo Perelman / Matthew Shipp                                                    | 2015 | Leo                        | |
| Butterfly Whispers                                              | Ivo Perelman / Matthew Shipp / Whit Dickey                                      | 2015 | Leo                        | |
| The Art of the Improv Trio, Volume 3                            | Ivo Perelman / Matthew Shipp / Gerald Cleaver                                   | 2015 | Leo                        | [ 66 ] |
| Hyperion: The Art of Perelman-Shipp Vol. 4                      | Ivo Perelman / Matthew Shipp                                                    | 2015 | Leo                        | [ 67 ] |
| This Is Beautiful Because We Are Beautiful People               | Mat Walerian / Matthew Shipp / William Parker                                   | 2015 | ESP-Disk                   | |
| Cactus                                                          | Bobby Kapp & Matthew Shipp                                                      | 2016 | Northern Spy               | |
| Corpo                                                           | Ivo Perelman / Matthew Shipp                                                    | 2016 | Leo                        | |
| Vessel in Orbit                                                 | Whit Dickey / Mat Maneri / Matthew Shipp                                        | 2016 | AUM Fidelity               | |
| Tangle                                                          | John Butcher, Thomas Lehn, Matthew Shipp                                        | 2016 | Fataka                     | |
| The Art of Perelman-Shipp Vol. 1: Titam                         | Ivo Perelman / Matthew Shipp                                                    | 2017 | Leo                        | [ 68 ] |
| Tarvos: The Art of Perelman-Shipp Vol. 2                        | Ivo Perelman / Matthew Shipp                                                    | 2017 | Leo                        | [ 69 ] |
| Pandora: The Art of Perelman-Shipp Vol. 3                       | Ivo Perelman / Matthew Shipp                                                    | 2017 | Leo                        | [ 70 ] |
| Hyperion: The Art of Perelman-Shipp Vol. 4                      | Ivo Perelman / Matthew Shipp                                                    | 2017 | Leo                        | [ 71 ] |
| Rhea: The Art of Perelman-Shipp Vol. 5                          | Ivo Perelman / Matthew Shipp                                                    | 2017 | Leo                        | [ 72 ] |
| Saturn: The Art of Perelman-Shipp Vol. 6                        | Ivo Perelman / Matthew Shipp                                                    | 2017 | Leo                        | [ 73 ] |
| Dione: The Art of Perelman-Shipp Vol. 7                         | Ivo Perelman / Matthew Shipp                                                    | 2017 | Leo                        | [ 74 ] |
| Seraphic Light                                                  | Daniel Carter / William Parker / Matthew Shipp                                  | 2017 | AUM Fidelity               | |
| Live in Brussels                                                | Ivo Perelman / Matthew Shipp                                                    | 2017 | Leo                        | |
| Oneness                                                         | Ivo Perelman / Matthew Shipp                                                    | 2017 | Leo                        | |
| Accelerated Projection                                          | Roscoe Mitchell / Matthew Shipp                                                 | 2018 | RogueArt                   | |
| Ineffable Joy                                                   | Ivo Perelman / Matthew Shipp / William Parker / Bobby Kapp                      | 2018 | Leo                        | |
| Efflorescence Volume 1                                          | Ivo Perelman / Matthew Shipp                                                    | 2018 | Leo                        | |
| Strings 4                                                       | Ivo Perelman / Mat Maneri / Nate Wooley / Matthew Shipp                         | 2018 | Leo                        | |
| Season of Sadness                                               | Frode Gjerstad, Fred Lonberg-Holm, Matthew Shipp                                | 2018 | Illuso                     | |
| Skin and Bones                                                  | Matthew Shipp, Mark Helias, Gordon Grdina                                       | 2018 | Not Two                    | |
| Live in Nuremberg                                               | Ivo Perelman / Matthew Shipp                                                    | 2019 | SMP Records                | |
| Morph                                                           | Whit Dickey / Matthew Shipp Duo                                                 | 2019 | ESP-Disk                   | mit Nate Wooley |
| The Clawed Stone                                                | John Butcher / Thomas Lehn / Matthew Shipp                                      | 2019 | RogueArt                   | [ 75 ] |
| Then Now                                                        | Rob Brown / Matthew Shipp                                                       | 2020 | RogueArt                   | [ 76 ] |
| Shamanism                                                       | Ivo Perelman, Matthew Shipp, Joe Morris                                         | 2020 | Bandcamp                   | [ 77 ] |
| Dark Matrix                                                     | Daniel Carter, Matthew Shipp                                                    | 2019 | NotTwo Records             | erschienen Ende 2020 |
| Welcome Adventure! Vol. 1                                       | Daniel Carter / Matthew Shipp / William Parker / Gerald Cleaver                 | 2019 | 577 Records                | 2020 |
| The Shape of Things                                             | Rich Halley / Matthew Shipp / Michael Bisio / Newman Taylor Baker               | 2020 | Pine Eagle                 | |
| The Clawed Stone                                                | John Butcher / Thomas Lehn / Matthew Shipp                                      | 2020 | Rogue Art                  | |
| The Bright Awakening                                            | Paul Dunmall, Matthew Shipp, Joe Morris, Gerald Cleaver                         | 2020 | Rogue Art                  | |
| Amalgam                                                         | Ivo Perelman & Matthew Shipp                                                    | 2020 | Mahakala Music \|\|        | |
| Pandemic Duels                                                  | Matthew Shipp / Stephen Gauci                                                   | 2020 |                            | [ 79 ] |
| Leonine Aspects                                                 | Matthew Shipp / Evan Parker                                                     | 2021 | Rogue Art                  | |
| Village Mothership                                              | Whit Dickey / William Parker / Matthew Shipp                                    |      | 2021 Tao Forms             | |
| Cool with That                                                  | East Axis: Matthew Shipp, Allan Lowe, Kevin Ray, Gerald Cleaver                 | 2021 | ESP-Disk                   | |
| Music Frees Our Souls Vol. 1                                    | Francisco Mela feat. Matthew Shipp and William Parker                           | 2021 | 577 Records                | |
| The Flow of Everything                                          | Michael Bisio & Matthew Shipp                                                   | 2022 | Fundacja Słuchaj           | |
| Old Stories                                                     | Chad Fowler / Matthew Shipp                                                     | 2021 | Mahakala Music             | |
| Welcome Adventure! Vol. 2                                       | Daniel Carter, Matthew Shipp, William Parker, Gerald Cleaver                    | 2022 | 577 Records                | |
| Fruition                                                        | Ivo Perelman / Matthew Shipp                                                    | 2022 | ESP-Disk                   | |
| The New Sythax                                                  | Matthew Shipp / Mark Helias                                                     | 2022 | RogueArt                   | |
| Alien Skin                                                      | Chad Fowler, Zoh Amba, Ivo Perelman, Matthew Shipp, William Parker, Steve Hirsh | 2022 | Mahakala Music             | |
| Live in Carrboro                                                | Ivo Perelman, Matthew Shipp, Jeff Cosgrove                                      | 2023 | Soul City Sounds           | |
| No Subject                                                      | East Axis: Matthew Shipp, Kevin Ray, Gerald Cleaver, Scott Robinson             | 2022 | Mack Avenue                | 2023 |
| Tryptich I – III                                                | Ivo Perelman and Matthew Shipp                                                  | 2022 | SMP                        | |
| No Subject                                                      | East Axis: Scott Robinson, Matthew Shipp, Kevin Ray, Gerald Cleaver             | 2022 | Brother Mister Productions | |
| We Speak                                                        | Frode Gjerstad with Matthew Shipp                                               | 2022 | Relative Pitch Records     | |
| The New Synthax                                                 | Matthew Shipp & Mark Helias                                                     | 2022 | RogueArt                   | |
| Fire Within                                                     | Rich Halley, Matthew Shipp, Michael Bisio & Newman Taylor Baker                 | 2023 | Pine Eagle Records         | |
| Space Cube Jazz                                                 | Matthew Shipp & Steve Swell                                                     | 2024 | RogueArt                   | |
| Travelogue                                                      | Jerome Deupree, Joe Morris, Matthew Shipp                                       | 2024 | Fundacja Słuchaj           | |
| Magical Incantation                                             | Ivo Perelman + Matthew Shipp                                                    | 2024 | Soul City Sounds           | |
| Armageddon Flower                                               | Ivo Perelman & Matthew Shipp String Trio                                        | 2024 | Tao Forms                  | mit Mat Maneri, William Parker |

## Alben als Solist bei weiteren Produktionen
| Album                                                                         | Künstler                                                               | rec     | Musiklabel          | Anmerkungen |
| ----------------------------------------------------------------------------- | ---------------------------------------------------------------------- | ------- | ------------------- | --- |
| Incomplete Directions                                                         | Steve Dalachinsky                                                      | um 1990 | Knitting Factory    | mit Roy Campbell, Rob Brown, Daniel Carter, Sabir Mateen, Assif Tsahar, Stephanie Stone, Vernon Reid, Thurston Moore, Mat Maneri, William Parker, Tom Surgal, Susie Ibarra, Vito Ricci |
| Great Bliss, Vol. 1                                                           | David S. Ware Quartet                                                  | 1990    | Silkheart           | mit William Parker, Marc Edwards |
| Great Bliss, Vol. 2                                                           | David S. Ware Quartet                                                  | 1990    | Silkheart           | dto. |
| Black Queen                                                                   | Marc Edwards Quartet                                                   | 1990    | Alpha Phonic        | mit Rob Brown, Fred Hopkins, Laverne Maxwell |
| This Dance Is for Steve McCall                                                | Roscoe Mitchell & The Note Factory                                     | 1992    | Black Saint         | mit Jaribu Shahid, William Parker, Tani Tabbal, Vincent Davis |
| Third Ear Recitation                                                          | David S. Ware                                                          | 1992    | DIW Records         | mit William Parker, Whit Dickey |
| Earthquation                                                                  | David S. Ware                                                          | 1994    | DIW                 | dto. |
| Cryptology                                                                    | David S. Ware Quartet                                                  | 1994    | Homestead           | dto. |
| Oblations and Blessings                                                       | David S. Ware Quartet                                                  | 1995    | Silkheart           | dto. |
| Elsewhere                                                                     | Joe Morris Ensemble                                                    | 1996    | Homestead           | mit William Parker, Whit Dickey |
| Godspelized                                                                   | David S. Ware Quartet                                                  | 1996    | DIW                 | mit William Parker, Susie Ibarra |
| Blink of an Eye                                                               | Rob Brown Duo                                                          | 1996    | No more             | |
| Nine to Get Ready                                                             | Roscoe Mitchell and the Note Factory                                   | 1997    | ECM                 | mit Hugh Ragin, George Lewis, Craig Taborn, Jaribu Shahid, William Parker, Tani Tabbal, Gerald Cleaver                                                                                 |
| Go See The World                                                              | David S. Ware Quartet                                                  | 1997    | Columbia            | mit William Parker, Susie Ibarra |
| Brazilian Watercolour                                                         | Ivo Perelman                                                           | 1998    | Leo Records         | Duos mit M. Shipp; Quartettaufnahmen mit Rashied Ali, Guilherme Franco, Cyro Baptista                                                                                                  |
| So What?                                                                      | Mat Maneri                                                             | 1998    | hatology            | mit Randy Peterson |
| Live in the World                                                             | David S. Ware                                                          | 1998    | Thirsty Ear         | mit William Parker, Susie Ibarra |
| Balladware                                                                    | David S. Ware                                                          | 1999    | Thirsty Ear         | mit William Parker, Guillermo E. Brown |
| Surrendered                                                                   | David S. Ware Quartet                                                  | 1999    | Columbia            | dto. |
| Going to Church                                                               | Joe Maneri Ensemble                                                    | 2000    | AUM Fidelity        | mit Mat Maneri, Barre Phillips, Randy Peterson |
| The Bad Guys                                                                  | Roscoe Mitchell                                                        | 2000    | Il Manifesto        | mit Wadada Leo Smith, Craig Taborn, Spencer Barefield, Jaribu Shahid, Harrison Bankhead, Gerald Cleaver                                                                                |
| Corridors & Parallels                                                         | David S. Ware                                                          | 2001    | AUM Fidelity        | mit William Parker, Guillermo E. Brown |
| Optometry                                                                     | DJ Spooky                                                              | 2002    | Thirsty Ear         | mit William Parker, Joe McPhee und Guillermo E. Brown. |
| Threads                                                                       | David S. Ware String Ensemble                                          | 2002    | Thirsty Ear         | mit Daniel Bernard Roumain, Mat Maneri, William Parker, Guillermo E. Brown |
| Freedom Suite                                                                 | David S. Ware                                                          | 2002    | AUM Fidelity        | mit William Parker, Guillermo E. Brown |
| Jews in Hell                                                                  | Allen Lowe                                                             | 2004/06 | Space Out           | kollektives Personal |
| Radical Reconstructive Surgery                                                | John Medeski                                                           | 2004    | Thirsty Ear         | mit William Parker, Nasheet Waits, Mauricio Takara, DJ Olive, Scotty Hard |
| The Vampire’s Revenge                                                         | Dom Minasi                                                             | 2005    | CDM                 | kollektives Personal; Duo mit M. Shipp in „The Dark Side“ |
| Renunciation                                                                  | David S. Ware                                                          | 2006    | AUM Fidelity        | mit William Parker, Guillermo E. Brown |
| Live in Vilnius                                                               | David S. Ware                                                          | 2007    | NoBusiness          | mit William Parker, Guillermo E. Brown |
| Blues and the Empirical Truth                                                 | Allen Lowe                                                             | 2009-11 | Music & Arts        | Kollektive Besetzung |
| Hour Of The Star                                                              | Ivo Perelman                                                           | 2010    | Leo                 | mit Joe Morris, Gerald Cleaver |
| The Edge                                                                      | Ivo Perelman                                                           | 2012    | Leo                 | mit Michael Bisio, Whit Dickey |
| Serendipity                                                                   | Ivo Perelman                                                           | 2011    | Leo                 | Ivo Perelman, Matthew Shipp, William Parker, Gerald Cleaver im Titelstück |
| Enigma                                                                        | Ivo Perelman                                                           | 2013    | Leo                 | mit Whit Dickey, Gerald Cleaver |
| The Zookeeper’s House                                                         | Jemeel Moondoc                                                         | 2013    | Relative Pitch      | mit Roy Campbell, Jr., Steve Swell, Hilliard Greene, Newman Taylor Baker. M. Shipp in "The zookeeper’s house" und "One for Monk & Trane"                                               |
| A New Kind of Dance                                                           | Mike Reed’s People Places & Things                                     | 2015    | 482 Music           | Matthew Shipp ist zu hören in „Markovsko horo“,„Kwela for Taylor“ und „Star-Crossed Lovers“                                                                                            |
| The Astral Revelations                                                        | Jemeel Moondoc Quartet                                                 | 2016    | RogueArt            | mit Hilliard Greene, Newman Taylor Baker |
| Soul                                                                          | Ivo Perelman                                                           | 2016    | Leo                 | mit Michael Bisio, Whit Dickey |
| Heptagon                                                                      | Ivo Perelman                                                           | 2017    | Leo                 | mit William Parker, Bobby Kapp |
| Philosopher’s Stone                                                           | Ivo Perelman                                                           | 2017    | Leo                 | mit Nate Wooley |
| Scalene                                                                       | Ivo Perelman                                                           | 2017    | Leo                 | mit Joe Hertenstein |
| Live in Baltimore                                                             | Ivo Perelman                                                           | 2017    | Leo                 | mit Jeff Cosgrove |
| Peace Planet / Box of Light: Peace Planet                                     | Whit Dickey Tao Quartet                                                | 2019    | AUM Fidelity        | mit Rob Brown, William Parker |
| Terra Incognita                                                               | Rich Halley                                                            | 2019    | Pine Eagle          | mit Michael Bisio, Newman Taylor Baker |
| Welcome Adventure! Vol. 1                                                     | Daniel Carter                                                          | 2019    | 577 Records         | mit William Parker, Gerald Cleaver |
| Every Dog Has Its Day But It Doesn’t Matter Because Fat Cat Is Getting Fatter | Mat Walerian Okuden Quartet                                            | 2020    | ESP-Disk            | mit William Parker, Hamid Drake |
| Garden of Jewels                                                              | Ivo Perelman Trio                                                      | 2020    | Tao Forms           | mit Whit Dickey |
| Procedural Language (CD) & Live in Sao Paulo at SESC (Blue Ray)               | Matthew Shipp & Ivo Perelman                                           | 2021    | SMP                 | „Special Edition Box“ |
| Pathways                                                                      | Gordon Grdina, Mark Helias & Matthew Shipp                             | 2022    | AttaBoyGirl Records | |
| Gravity without Airs                                                          | Kirk Knuffke                                                           | 2022    | TAO Forms           | mit Michael Bisio |
| Root Perspectives                                                             | Whit Dickey Quartet                                                    | 2022    | TAO Forms           | mit Tony Malaby, Brandon Lopez |
| Water Music                                                                   | Ivo Perelman Quartet                                                   | 2024    | RogueArt            | mit Mark Helias, Tom Rainey |
| Muscle Memory                                                                 | Dave Sewelson, Steve Hirsh, Steve Swell, Matthew Shipp, William Parker | 2025    |                     | |

## Kompilationen
| Album                                             | Musiker       | rec          | Musiklabel   | Anmerkungen                                                                                                 |
| ------------------------------------------------- | ------------- | ------------ | ------------ | --- |
| Vision Volume One (Vision Festival 1997 Compiled) | V.A.          | AUM Fidelity | 1997         | Matthews Shipp im Duo mit Rob Brown, dem David S. Ware Quartet                                              |
| Vision Fest: Vision Live                          | V.A.          | 2003         | Thirsty Ear  | Matthew Shipp String Trio mit Mat Maneri und William Parker                                                 |
| Vision Fest: Vision, Volume 3                     | V.A.          | 2003         | Arts for Art | Matthew Shipp 4Tet mit Daniel Carter, William Parker, Gerald Cleaver                                        |
| Duos with Joe Morris and Mat Maneri               | Matthew Shipp | 2011         | Hatology     | Kompilation mit Stücken aus den Duoalben Thesis (mit Joe Morris) und Gravitational Systems (mit Mat maneri) |